# Irene Ángelo (hija de Alejo III Ángelo)
Irene Comneno Ángelo (en griego: Ειρήνη Κομνηνή Άγγελίνα) fue una princesa bizantina, hija mayor del emperador Alejo III Ángelo y Eufrósine Ducas Camatero.  
Irene nació antes del reinado de su padre Alejo III, quien en 1195 dio un golpe de Estado contra su hermano Isaac II Ángelo y tomó el trono imperial. En ese momento, Irene ya estaba casada con Andrónico Contostéfano, quien, según Nicetas Coniata, era un pariente lejano de su madre Eufrósine.
Andrónico Contostéfano murió alrededor de 1196, habiéndose retirado recientemente a un monasterio. Alrededor de 1198, el emperador decidió casar a la viuda Irene con el sebastocrátor Alejo Paleólogo. Alejo III, que no tenía hijos, planeó a través de este matrimonio tener un heredero al trono en la persona de su nuevo yerno. En ese momento, sin embargo, el sebastocrátor ya estaba casado, por lo que el emperador lo obligó a divorciarse de su primera esposa. Así, en el verano de 1199, se casaron en una ceremonia muy solemne: Irene, que vestía zapatos rojos, recibió el título de basilea, y Alejo recibió el título de déspota y se convirtió en heredero del trono. Al mismo tiempo, la hermana menor de Irene, Ana Ángelo, que también era viuda, se casó con Teodoro Láscaris, fundador del Imperio de Nicea.
Del matrimonio de Irene y Alejo Paleólogo nació una hija, Teodora Ángelo Paleólogo , quien en 1216 se casó con el gran doméstico Andrónico Ducas Comneno Paleólogo y se convirtió en la madre del futuro emperador bizantino Miguel VIII Paleólogo.
Irene también sobrevivió a su segundo marido, que murió en 1203. Ella misma terminó su vida en el exilio lejos de Constantinopla, el año exacto de su muerte se desconoce.